# Newick
Newick est le nom d'un format de fichier utilisé en biologie pour décrire les relations phylogénétiques entre diverses êtres vivants ou molécules biologiques telles que l'ADN. L'extension des fichiers Newick est .nwk.

## Structure des données
Les relations entre les différentes feuilles de l'arbre sont données grâce à un jeu de parenthèses imbriquées. Deux groupes frères sont réunis dans une même parenthèse et séparés par une virgule ",". Le groupe ainsi formé par cette parenthèse peut alors être lui-même inclus dans une autre parenthèse et séparé de son groupe frère par une virgule. S'il existe une indétermination, les 3 groupes (ou plus) sont inclus dans la même parenthèse et séparés par des virgules. La suite de parenthèse se termine toujours par un point-virgule ";". Par ailleurs, on peut spécifier le nom d'un groupe formé par une parenthèse en inscrivant le nom de ce groupe immédiatement après la parenthèse en question. Enfin, la longueur de la branche reliant un groupe au nœud d'ordre supérieur peut-être précisée en faisant suivre le nom du groupe (ou la fermeture de la parenthèse correspondant à ce groupe) par deux points ":" suivis du chiffre désignant la longueur de la branche.

Par exemple, voici l'arbre décrivant les relations phylogénétiques entre les différentes classes de Myriapodes.
Cet arbre peut s'écrire ainsi au format newick:
{\displaystyle (Chilopoda,(Symphyla,(Pauropoda,Diplopoda)));}

Si l'on veut spécifier les noms des sous-groupes, on peut écrire:
{\displaystyle (Chilopoda,(Symphyla,(Pauropoda,Diplopoda)Colifera)Progoneata)Myriapoda;}